# Borovice Gerardova
Borovice Gerardova (Pinus gerardiana) je menší asijská tříjehličná borovice.

## Synonyma
- Pinus gerardii.

## Popis
Stálezelený, jehličnatý, větrosprašný, jednodomý a pomalu rostoucí strom, dorůstající do výšky 10-25 m. Kmen je jednotlivý a od země zavětvený. Větve jsou nepravidelné. Koruna je u mladých stromů kuželovitá, u starších kulatá; je hluboká, široká, otevřená a často nepravidelná, s dlouhými vzpřímenými větvemi, v hustých lesích užší a mělčí. Borka je vločkovitá, odloupáváním odkrývající světle šedozelené skvrny a tenká. Letorosty jsou hladké a žlutozelené. Jehlice jsou tuhé, jehlovité a přímé, seshora zelené, na vnitřních površích šedozelené; vyskytují se ve svazečcích po 3 ; jehlice jsou 6-10 cm dlouhé, na okrajích jemně zubaté; svazečkové pochvy opadávají za 1 rok.
Samičí (semenné) šištice - šišky jsou 12-20 cm dlouhé, po rozevření 10 cm široké; pryskyřičnaté; vejčité; na krátkých a tlustých stopkách. Výrůstky jsou zvrásněné, zpět zahnuté a s příčným kýlem. Přírůstek prvního roku je horní, kosočtverečný, u základny zakřivený dovnitř, snížený a s krátkým hrotem. Semena jsou válcovitá, 15-25 mm dlouhá a 6-9 mm široká; semena nevypadávají ze šišek, ale zůstávají přichycena s nevyvinutým křídlem k základně šupiny nad semenem.

## Výskyt
Domovinou borovice Gerardovy je Afghánistán, Indie (stát Džammú a Kašmír), Pákistán a Tibet.

## Ekologie
Strom, rostoucí v nadmořských výškách 2000-3350 m v Himálajích, což znamená, že jeho výskyt je omezen na údolí mezi velkými horskými pásmy, což jednotlivé rozdílné populace stromu od sebe navzájem do jisté míry izoluje. Borovice Gerardova roste na suchých a slunných svazích, v oblastech se slabými letními monzuny, většina srážek se zde vyskytuje ve formě sněhu a roční srážkové úhrny se pohybují okolo 1000 mm. Mrazuvzdorná je do –17 °C. Půdy jsou často vápencového původu. Strom zde s oblibou roste ve společnosti cedru himálajského (Cedrus deodara), cypřiše Cupressus torulosa, jalovce ztepilého (Juniperus excelsa subsp. polycarpos), jalovce polokulovitého (Juniperus semiglobosa), borovice himálajské (Pinus wallichiana), smrku indického (Picea smithiana) a dalších.

## Přátelé
Semena stromu jsou rozšiřována ořešníkem Nucifraga multipunctata.

## Využití člověkem
V Afghánistánu je strom pěstován pro svá jedlá semena. Dřevo borovice Gerardovy je využíváno na lehké konstrukce, v tesařství a jako palivové dříví. Strom je málokdy pěstován v hortikultuře a jeho pěstování probíhá hlavně v arboretech.

## Ohrožení
Borovice Gerardova je považována za téměř ohroženou a stav její populace je klesající. Ohrožení představuje přeměna lesů pro účely zemědělství, přílišné využívání stromu jako palivového dříví, zvyšování roztříštěnosti populace stromu, přílišné spásání dobytkem a přílišný sběr šišek, znemožňující přírodní regeneraci populace stromu. Při tradičních způsobech sběru šišek byl ponecháván dostatek šišek na stromech, aby byla zajištěna přírodní regenerace populace stromu. V oblastech výskytu mimo Afghánistán se strom vyskytuje v chráněných oblastech, nicméně jak v chráněných, tak též v nechráněných oblastech dochází k poškozování populací stromu v důsledku získávání zemědělské půdy, nadměrného spásání a nadměrného využívání stromu jako palivového dříví. Aby populace stromu dále neklesala a strom se nestal ohroženým, je třeba zkombinovat programy znovuzalesňování s udržitelnými způsoby jeho využívání.

## Galerie

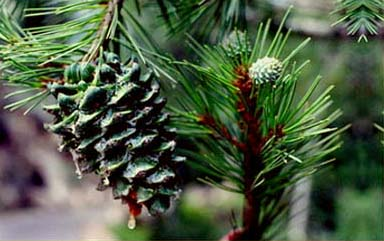
Borovice Gerardova, šištice na větvi
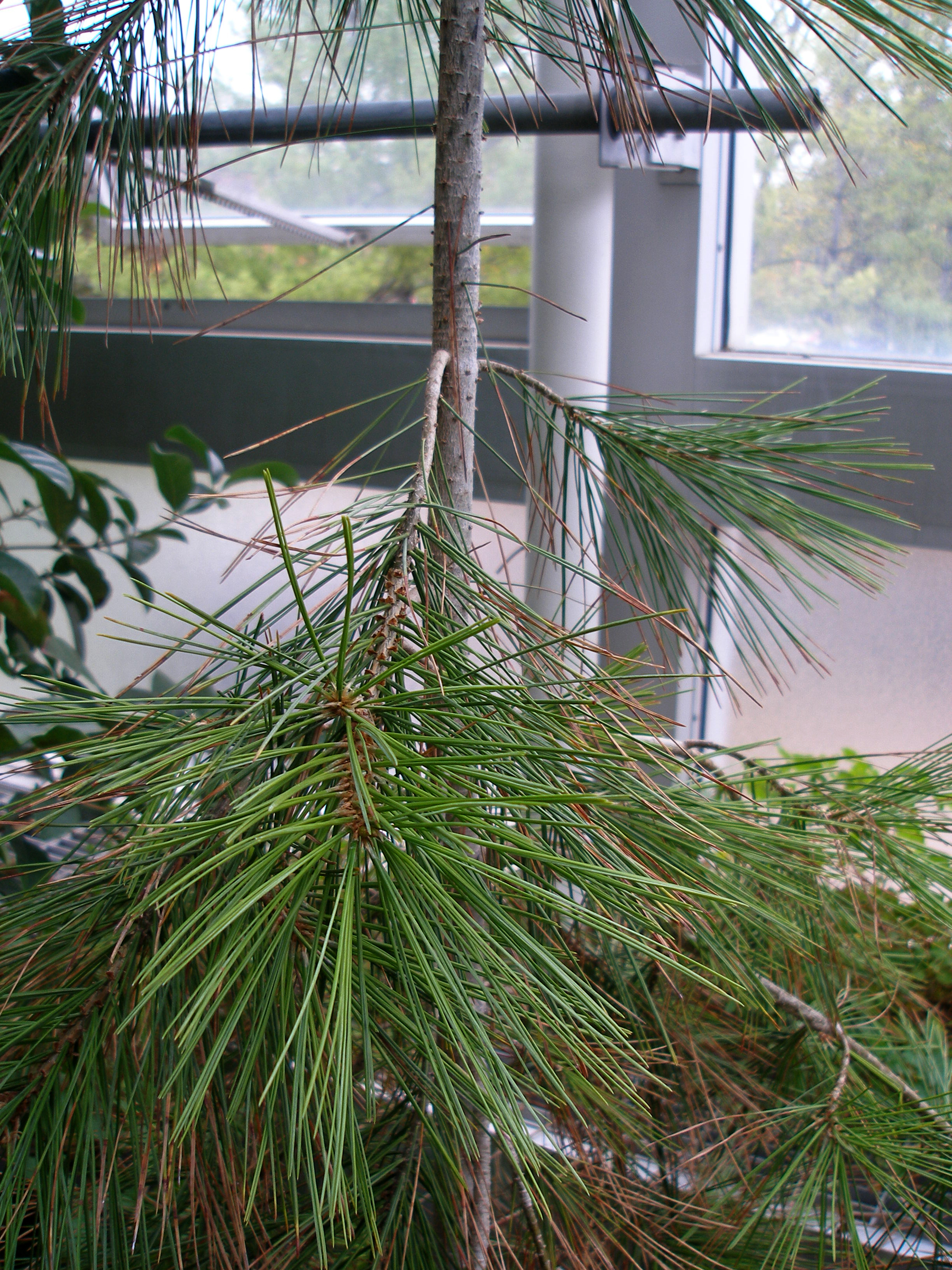
Borovice Gerardova v botanické zahradě Franklin Park Conservatory and Botanical Gardens, Columbus, Ohio, USA
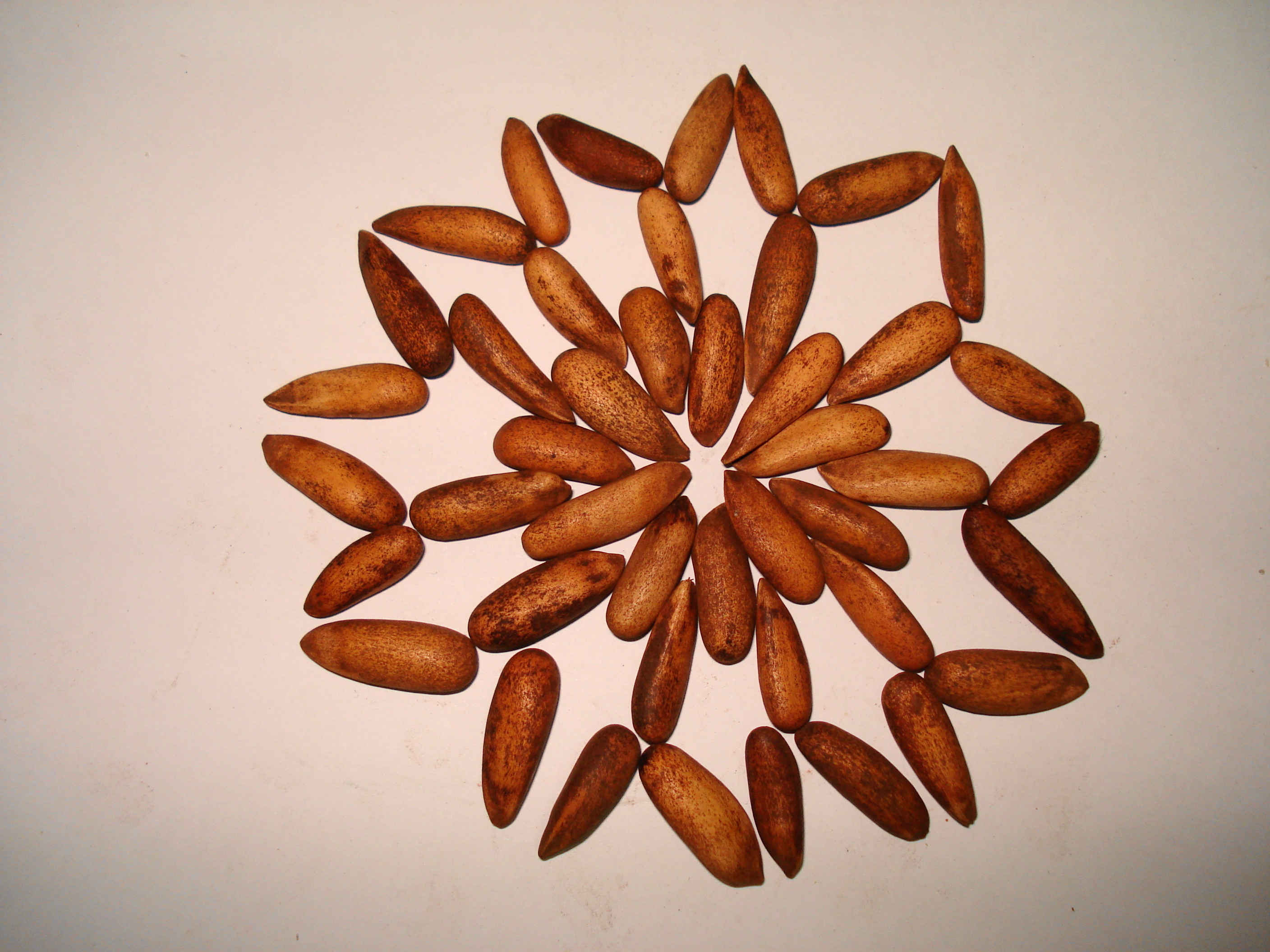
Semena borovice Gerardovy